# Distanza di Hausdorff
In geometria, la distanza di Hausdorff è una particolare definizione di distanza introdotta da Felix Hausdorff per misurare la distanza tra due sottoinsiemi di uno spazio metrico. 

## Definizione

Componenti per il calcolo della Distanza di Hausdorff fra la linea verde X e quella blu Y.

Dato uno spazio metrico {\displaystyle X} e due sottoinsiemi {\displaystyle A,B\subseteq X} definiamo qualche quantità preliminare: si dice distanza di un punto dall'insieme {\displaystyle A} la quantità
{\displaystyle d(x,A):=\inf _{y\in A}d(x,y)}.
Si definisce eccedenza di A su B la quantità
{\displaystyle e(A,B):=\sup _{x\in A}d(x,B)}.
Si definisce dunque distanza di Hausdorff tra {\displaystyle A} e {\displaystyle B} la quantità
{\displaystyle d(A,B):={\mbox{max}}\{e(A,B),e(B,A)\}}

## Proprietà
La distanza di Hausdorff è una funzione {\displaystyle d:P(X)\times P(X)\to \mathbb {R} _{0}^{+}}. Essa soddisfa le seguenti proprietà:
- se {\displaystyle A=B} allora {\displaystyle d(A,B)=0}
- {\displaystyle d(A,B)=d(B,A)}
- {\displaystyle d(A,B)\leq d(A,C)+d(C,B)}

Tali proprietà la rendono una pseudometrica sull'insieme delle parti di {\displaystyle X}. Essa soddisfa anche l'ultima proprietà di una metrica (cioè {\displaystyle d(A,B)=0} implica {\displaystyle A=B}) se {\displaystyle A} e {\displaystyle B} sono chiusi.

## Campi applicativi
La distanza di Hausdorff consente di definire un concetto di continuità per multifunzioni, cioè per funzioni {\displaystyle F:A\to P(B)}. Se si munisce {\displaystyle P(B)} della distanza di Hausdorff ed {\displaystyle A} è uno spazio quantomeno topologico, è naturale dire {\displaystyle F} continua in {\displaystyle x_{0}} se
per ogni {\displaystyle \epsilon >0} esiste un intorno di {\displaystyle x_{0}} tale che per ogni {\displaystyle x} in quell'intorno è {\displaystyle d(F(x),F(x_{0}))<\epsilon }.
Al di fuori della matematica, la distanza di Hausdorff trova utilizzo in svariati campi di ricerca tra cui la computer vision e la bioinformatica. Sovente si applicano varie metriche onde trovare una stima affidabile dell'errore.
| Controllo di autorità | GND (DE) 4159236-0 |